# Lemme Rossi
Lemme Rossi (né à Pérouse en Ombrie le 20 janvier 1602, mort dans cette même ville en 1673) est un théoricien de la musique, philosophe et mathématicien du XVIIe siècle.

## Biographie
Lemme Rossi était professeur de philosophie et de mathématiques à Pérouse. Théoricien de la musique, en musicologie il a été le premier en 1666, à publier une discussion concernant la division de l'octave en 31 parties égales. Sa publication a été légèrement antérieure à la publication de la même idée par l'éminent scientifique Christiaan Huygens.

## Sources et références
1. ↑  (Sistema musico overo musica speculativa dove si spiegano i più celebri sistemi di tutti i tre generi, di Lemme Rossi perugino,Édition Angelo Laurenzi, Pérouse,1666